# Zagrebački poslovni neboderi
Zagreb ima najstariju povijest gradnje poslovnih nebodera u Hrvatskoj. Prvi poslovni neboder izgrađen je 1958. na Trgu bana Josipa Jelačića (tadašnjem Trgu republike) i neslužbeno se zove Ilički neboder. Trenutno najviši od nebodera je Zgrada B u sklopu Poslovnog centra Strojarska.

## Grupiranje
Zagrebački poslovni neboderi mogu se podijeliti u tri skupine, ovisno o smještaju:
- neboderi grupirani oko križanja Savske ceste i Vukovarske ulice,
- neboderi grupirani u industrijskoj zoni oko Radničke ceste i Heinzelove ulice,
- nasumično smješteni neboderi.

U zagrebačke poslovne nebodere ubrajaju se:

#### Vukovarska ulica
- Eurotower
- Zagrepčanka
- Chromosov neboder
- FER-ov neboder
- TEŽ-ov neboder

#### Savska cesta
- Cibonin toranj
- HOTO business tower
- Vjesnikov neboder
- Industrogradnjin neboder

#### Radnička cesta
- Zagrebtower
- Almeria tower
- Neboder Plinare

#### Metalčeva ulica
- Four Points Panorama

#### Zagrebačka Avenija
- Sky Office Tower

#### Ilica
- Ilički neboder

### Predloženi
- East Side Tower
- Tower 123
- Imperium Tower
- Mimarin Neboder
- xCimos

## Poveznice
- Neboder
- Poslovni neboder